# Båthussjön (Vilhelmina socken, Lappland)
Båthussjön är en sjö i Vilhelmina kommun i Lappland och ingår i Ångermanälvens huvudavrinningsområde. Sjön har en area på 0,133 kvadratkilometer och ligger 421,8 meter över havet.

## Delavrinningsområde
Båthussjön ingår i det delavrinningsområde (719598-154743) som SMHI kallar för Utloppet av Båthussjön. Medelhöjden är 424 meter över havet och ytan är 0,65 kvadratkilometer. Det finns inga avrinningsområden uppströms utan avrinningsområdet är högsta punkten. Vattendraget som avvattnar avrinningsområdet har biflödesordning 3, vilket innebär att vattnet flödar genom totalt 3 vattendrag innan det når havet efter 332 kilometer. Avrinningsområdet består mestadels av skog (66 procent). Avrinningsområdet har 0,13 kvadratkilometer vattenytor vilket ger det en sjöprocent på 19,8 procent.